# Казе Маци (Бергамо)
Казе Маци је насеље у Италији у округу Бергамо, региону Ломбардија.
Према процени из 2011. у насељу је живело 71 становника. Насеље се налази на надморској висини од 279 m.